# Ла-Грав (кантон)
Ла-Грав (фр. La Grave) — кантон во Франции, находится в регионе Прованс — Альпы — Лазурный Берег, департамент Верхние Альпы. Входит в состав округа Бриансон.
Код INSEE кантона — 0510. Всего в кантон Ла-Грав входит 2 коммуны, из них главной коммуной является Ла-Грав.

## Коммуны кантона
| Коммуна       | Население, чел. (1999) | Почтовый индекс | Код INSEE |
| ------------- | ---------------------- | --------------- | --------- |
| Виллар-д’Арен | 219                    | 05480           | 05181     |
| Ла-Грав       | 511                    | 05320           | 05063     |

## Население
Население кантона на 2008 год составляло 781 человек.
| 1962 | 1968 | 1975 | 1982 | 1990 | 1999 | 2006 | 2007 | 2008 |
| ---- | ---- | ---- | ---- | ---- | ---- | ---- | ---- | ---- |
| 697  | 722  | 668  | 637  | 633  | 730  | 758  | 772  | 781  |